# (100817) 1998 FM133
(100817) 1998 FM133 es un asteroide perteneciente al cinturón de asteroides, región del sistema solar que se encuentra entre las órbitas de Marte y Júpiter, descubierto el 20 de marzo de 1998 por el equipo del Lincoln Near-Earth Asteroid Research desde el Laboratorio Lincoln, Socorro, Nuevo México, Estados Unidos.

## Designación y nombre
Designado provisionalmente como 1998 FM133. 

## Características orbitales
1998 FM133 está situado a una distancia media del Sol de 2,377 ua, pudiendo alejarse hasta 2,634 ua y acercarse hasta 2,120 ua. Su excentricidad es 0,108 y la inclinación orbital 4,135 grados. Emplea 1339,06 días en completar una órbita alrededor del Sol.

## Características físicas
La magnitud absoluta de 1998 FM133 es 16,4. 